# Shusuke Kaneko
Shūsuke Kaneko (金子 修介, Kaneko Shūsuke, nascut el 8 de juny de 1955) és un cineasta japonès.

## Vida i carrera
Shūsuke Kaneko va néixer a Tòquio el 8 de juny de 1955. Segons la biografia del seu lloc web oficial, Kaneko estava interessat en la ciència-ficció, especialment les pel·lícules de Godzilla i Gamera, des de ben jove. Es va involucrar en la realització de cinema aficionat a l'adolescència, però es va especialitzar en educació quan va assistir a la Universitat de Tòquio Gakugei. Després de graduar-se, va trobar feina al gran estudi de cinema japonès Nikkatsu. El 1982 era guionista i ajudant de direcció de la sèrie de pel·lícules Roman Porno de Nikkatsu.
Kaneko va debutar com a director amb Nikkatsu el febrer de 1984 amb Kōichirō Uno's Wet and Swinging, part d'una sèrie de llarga durada Nikkatsu basada en les obres del novel·lista eròtic Kōichirō Uno. Aquest treball juntament amb altres dues pel·lícules de Roman Porno que va dirigir per Nikkatsu aquell any, OL Yurizoku 19-sai (ＯＬ百合族・19才) i Eve-chan-no hime (イヴちゃんの姫), van guanyar li va rebre el premi al millor director novell al 6è Festival de Cinema de Yokohama. L'any següent, la seva pel·lícula d'abril de 1985 basada en manga per a Nikkatsu, Minna Agechau, va guanyar el premi com la novena millor pel·lícula de l'any al 7è Festival de Cinema de Yokohama. El juliol de 1986, encara dirigia per Nikkatsu Mischievous Lolita: Attacking the Virgin From Behind (いたずらロリータ　後からバージン, Itazura Lolita: Ushirokara virgin), que malgrat el seu estrany títol, era una fantasia sexual sobre una nina sexual que reviu com a dona. L'última pel·lícula de Kaneko per a Nikkatsu va ser l'anomenada adequadament Rasuto kyabaree, la segona a l'última de la sèrie Roman Porno de l'estudi. La pel·lícula, estrenada l'abril de 1988, sobre un cabaret obligat a tancar s'ha pres com una metàfora de la desaparició del propi estudi.
L'any 1988 va marcar un punt decisiv en la carrera de Kaneko com a director. Al 10è Festival de Cinema de Yokohama, va rebre el premi al millor director per les seves dues pel·lícules de 1988, Roman Porno Rasuto kyabaree per Nikkatsu i 1999 nen no natsu yasumi, una pel·lícula popular per a l'estudi Shochiku. Nikkatsu va deixar la seva línia de pel·lícules Roman Porno aquell any i es va declarar en fallida uns anys més tard i Kaneko es van traslladar a temps complet al cinema convencional.
A mitjans i finals de la dècada de 1990, Kaneko va rebre un gran reconeixement i elogis per dirigir les pel·lícules kaiju Gamera: Daikaijū Kūchū Kessen (1995), Gamera Tsū: Region Shūrai (1996), i Gamera Surī: Irisu Kakusei (1999). Durant la dècada següent va dirigir Gojira, Mosura, Kingu Gidora: Daikaijū Sōkōgeki (2001), que actualment es considera com una de les millors pel·lícules sobre Godzilla que s’han fet mai.

## Filmografia
| Any  | Títol                                           | Director | Guionista | Notes              |
| ---- | ----------------------------------------------- | -------- | --------- | ------------------ |
| 1984 | Kōichirō Uno's Wet and Swinging                 | Sí       | No        |                    |
| 1985 | Minna Agechau                                   | Sí       | No        |                    |
| 1988 | Rasuto kyabaree                                 | Sí       | No        |                    |
| 1988 | 1999 nen no natsu yasumi                        | Sí       | No        |                    |
| 1989 | Dotchi-ni suru-no                               | Sí       | Sí        |                    |
| 1990 | Honkon paradaisu                                | Sí       | Sí        |                    |
| 1991 | Kamitsukitai                                    | Sí       | Sí        |                    |
| 1991 | Shūshoku sensen ijōnashi                        | Sí       | Sí        |                    |
| 1993 | Sotsugyō Ryokō Nihon kara Kimashita             | Sí       | No        |                    |
| 1993 | Necronomicon                                    | Sí       | No        | Segment "The Cold" |
| 1994 | Mainichi ga natsuyasumi                         | Sí       | No        |                    |
| 1995 | Gamera: Daikaijū Kūchū Kessen                   | Sí       | No        |                    |
| 1996 | Gamera Tsū: Region Shūrai                       | Sí       | No        |                    |
| 1997 | Gakkō no Kaidan 3                               | Sí       | No        |                    |
| 1999 | Gamera Surī: Irisu Kakusei                      | Sí       | Sí        |                    |
| 2000 | Pyrokinesis                                     | Sí       | No        |                    |
| 2001 | Gojira, Mosura, Kingu Gidora: Daikaijū Sōkōgeki | Sí       | Sí        |                    |
| 2005 | Azumi Tsū Desu oa Rabu                          | Sí       | No        |                    |
| 2006 | Desu Nōto                                       | Sí       | No        |                    |
| 2006 | Kami no Hidarite, Akuma no Migite               | Sí       | No        |                    |
| 2006 | Death Note 2: The Last Name                     | Sí       | No        |                    |
| 2009 | Pride                                           | Sí       | No        |                    |
| 2011 | Messiah                                         | Sí       | No        |                    |
| 2012 | The Centenarian Clock                           | Sí       | No        |                    |
| 2013 | The Sacrifice Dilemma                           | Sí       | No        |                    |
| 2013 | Jellyfish                                       | Sí       | No        |                    |
| 2014 | Shōjo wa isekai de tatakatta                    | Sí       | No        |                    |
| 2016 | Scanner                                         | Sí       | No        |                    |
| 2017 | Linking Love                                    | Sí       | No        |                    |
| 2017 | Matchmaking Cruise                              | Sí       | No        |                    |
| 2018 | Xi Bo Li Ya feng yun                            | Sí       | No        |                    |
| 2021 | Nobutora                                        | Sí       | No        |                    |
| 2022 | When the Rain Falls                             | Sí       | No        |                    |
| 2024 | Gold Boy                                        | Sí       | No        |                    |

Assistent de director
- From Orion's Testimony: Formula for Murder (1978)
- Rape and Death of a Housewife (1978)
- Koko dai panikku (1978)
- Female Teacher Hunting (1982)
- Gigolo: A Docu-Drama (1982)
- Ecstasy Sisters (1982)
- Oh! Takarazuka (1982)
- Kazoku Gēmu (1983)
- Girl Rape Case: Red Shoes (1983)
- Madam Scandal - Final Scandal: Madam Likes It Hard (1983)
- Main Theme (1984)